# Егбель (Савоя)
Егбе́ль, Еґбель (фр. Aiguebelle) — колишній муніципалітет у Франції, у регіоні Овернь-Рона-Альпи, департамент Савоя. Населення — 1142 осіб (2011).
Муніципалітет був розташований на відстані близько 480 км на південний схід від Парижа, 120 км на схід від Ліона, 31 км на схід від Шамбері.

## Історія
До 2015 року муніципалітет перебував у складі регіону Рона-Альпи. Від 1 січня 2016 року належав до нового об'єднаного регіону Овернь-Рона-Альпи.
1 січня 2019 року Егбель і Рандан було об'єднано в новий муніципалітет Валь-д'Арк.

## Демографія
Динаміка населення (INSEE ):
Розподіл населення за віком та статтю (2006):
| Стать | Всього | До 15 років | 15-24 | 25-44 | 45-64 | 65-85 | Понад 85 |
| --- | ------ | ----------- | ----- | ----- | ----- | ----- | -------- |
| Чоловіки | 474    | 129         | 31    | 137   | 113   | 64    | 0        |
| Жінки | 592    | 93          | 50    | 160   | 110   | 119   | 60       |
| \| Статево-вікова піраміда \| Статево-вікова піраміда \| Статево-вікова піраміда \| \| ----------------------- \| ----------------------- \| ----------------------- \| \| Чоловіки \| Вік \| Жінки \| \| 0 \| 85 + \| 60 \| \| 20 \| 80-84 \| 32 \| \| 24 \| 75-79 \| 43 \| \| 12 \| 70-74 \| 28 \| \| 8 \| 65-69 \| 16 \| \| 31 \| 60-64 \| 20 \| \| 16 \| 55-59 \| 47 \| \| 31 \| 50-54 \| 20 \| \| 35 \| 45-49 \| 23 \| \| 39 \| 40-44 \| 35 \| \| 27 \| 35-39 \| 67 \| \| 55 \| 30-34 \| 23 \| \| 16 \| 25-29 \| 35 \| \| 4 \| 20-24 \| 23 \| \| 27 \| 15-20 \| 27 \| \| 55 \| 10-14 \| 47 \| \| 47 \| 5-9 \| 19 \| \| 27 \| 0-4 \| 27 \| |        |             |       |       |       |       |          |
| Статево-вікова піраміда |        |             |       |       |       |       |          |
| Чоловіки | Вік    | Жінки       |       |       |       |       |          |
| 0 | 85 +   | 60          |       |       |       |       |          |
| 20 | 80-84  | 32          |       |       |       |       |          |
| 24 | 75-79  | 43          |       |       |       |       |          |
| 12 | 70-74  | 28          |       |       |       |       |          |
| 8 | 65-69  | 16          |       |       |       |       |          |
| 31 | 60-64  | 20          |       |       |       |       |          |
| 16 | 55-59  | 47          |       |       |       |       |          |
| 31 | 50-54  | 20          |       |       |       |       |          |
| 35 | 45-49  | 23          |       |       |       |       |          |
| 39 | 40-44  | 35          |       |       |       |       |          |
| 27 | 35-39  | 67          |       |       |       |       |          |
| 55 | 30-34  | 23          |       |       |       |       |          |
| 16 | 25-29  | 35          |       |       |       |       |          |
| 4 | 20-24  | 23          |       |       |       |       |          |
| 27 | 15-20  | 27          |       |       |       |       |          |
| 55 | 10-14  | 47          |       |       |       |       |          |
| 47 | 5-9    | 19          |       |       |       |       |          |
| 27 | 0-4    | 27          |       |       |       |       |          |

## Економіка
2010 року серед 695 осіб працездатного віку (15—64 років) 510 були активними, 185 — неактивними (показник активності 73,4%, у 1999 році було 72,5%). З 510 активних мешканців працювало 436 осіб (244 чоловіки та 192 жінки), безробітними було 74 (28 чоловіків та 46 жінок). Серед 185 неактивних 43 особи були учнями чи студентами, 52 — пенсіонерами, 90 були неактивними з інших причин.

У 2010 році в муніципалітеті числилось 433 оподатковані домогосподарства, у яких проживали 947,5 особи, медіана доходів виносила 15 468 євро на одного особоспоживача